# Суходольский, Райнольд
Райнольд Суходо́льский (пол. Rajnold Suchodolski; 1804 — 8 сентября 1831, Варшава) — польский поэт, борец за независимость, участник польского восстания 1830 года.
Брат известного польского художника Януария. Учился в гимназии в Свислочи (ныне Гродненская область, Республика Беларусь). В гимназии был членом секретной организации близкой к филаретам.
Принял участие в Ноябрьском восстании, был членом почётной гвардии и потом солдатом 5 полка пеших стрелков. Ранен в сражении под Остроленкой. Погиб 8 сентября при обороне Варшавы.
Все его братья, Януарий, Яцек и Валентин также принимали участие в этом восстании. Яцек и Валентин попали в плен. Валентину удалось бежать. Умер в нищете, в Париже. Яцек возвратился домой сумасшедшим.
Райнольд Суходольский писал патроитические стихи и песни. Наиболее известные — Witaj, majowa jutrzenko, Polonez Kościuszki, Dalej bracia do bułata.

## Некоторые произведения
- Śpiew rewolucyjny z roku 1830 (пол.)
- Trzeci maj Litwina (пол.)